# Union sportive athlétique
 (juin 2025).
Si vous disposez d'ouvrages ou d'articles de référence ou si vous connaissez des sites web de qualité traitant du thème abordé ici, merci de compléter l'article en donnant les références utiles à sa vérifiabilité et en les liant à la section « Notes et références ».
Maillots
L'Union sportive athlétique plus couramment abrégé en US athlétique, est un ancien club marocain de football fondé en 1920 à Casablanca par des protecteurs français mené a leur tête par Charles Noguès, et dissout en 1956 juste après l'indépendance du pays.

## Histoire
Fondé par Charles Noguès, l'USA pendant les années vingt a réussi à contrôler le championnat du Maroc (Division Honneur) qu'il a remporté en 1927, 1929 et 1946/47.
En 1948, l'équipe parvient à atteindre la finale du championnat d'Afrique du Nord. Au stade Philip il perd la finale face au Wydad AC.

## Palmarès

### Football
| Compétitions nationales | Compétitions internationales                                                                                           |
| - Championnat du Maroc (Division d'Honneur) (3) - Champion : 1927, 1929, 1947 - Vice-champion : 1948 - Coupe du Maroc (2) - Vainqueur : 1927, 1937 - Finaliste : 1932 | - Coupe d'Afrique du Nord (1) - Vainqueur : 1948 - Finaliste : 1949 - Championnat d'Afrique du Nord - Finaliste : 1948 |

### Volleyball
| Compétitions nationales             |
| - Botola d'Ex (1) - Champion : 1941 |

## Personnalités

### Présidents
- Charles Noguès[3] : Président-fondateur du club.
- M. Santoni[4] : Président de la section de football.

### Joueurs
- Mustapha Bettache
- Abderrahman Belmahjoub

## Infrastructures
Avec le Stade Philip, l'équipe possédait aussi un centre sportif d’entraînement où l'équipe A et les autres catégories de jeunes effectuaient leur entraînements. Après la dissolution du club, le terrain a été attribué au Wydad Athletic Club.